# طقسوس الهملايا
طقسوس الهملايا أو طقسوس واليشياني (الاسم العلمي:Taxus wallichiana) (بالإنجليزية: Himalayan yew)‏ هو نوع من النباتات يتبع جنس الطقسوس من الفصيلة الطقسوسية.